# Заризь (деревня)
Заризь — деревня в Глазовском районе Удмуртии, в составе Верхнебогатырского сельского поселения. Расположена на берегу реки Заризь.
Название переводится с удмуртского языка как «море».

## География
Улицы деревни:
- Береговая

## Население
| 2010 | 2012 |
| ---- | ---- |
| 20   | ↘17  |

Численность постоянного населения деревни составляет 12 человек (2007).